# گلشن‌آباد، نخجوان
گلشن‌آباد، نخجوان (به ترکی آذربایجانی: Gülşənabad) یک منطقهٔ مسکونی در جمهوری آذربایجان است که در شهرستان بابک واقع شده‌است. گلشن‌آباد ۴۹۸ نفر جمعیت دارد.